# Vultureni (gmina w okręgu Bacău)
Vultureni – gmina w Rumunii, w okręgu Bacău. Obejmuje miejscowości Bosia, Dădești, Dorneni, Ghilăvești, Godineștii de Jos, Godineștii de Sus, Lichitișeni, Medelelni, Nazărioaia, Reprivăț, Tomozia, Țigănești, Valea Lupului, Valea Merilor, Valea Salciei i Vultureni. W 2011 roku liczyła 2071 mieszkańców.